# Classificação espectral de asteroides
A classe espectral de um asteroide é uma tentativa de categorização destes corpos celestes por tipos.
Os asteroides foram inicialmente classificados por apenas três tipos: C (carbonáceos), S (silicosos) e M (metálicos), mas com a descoberta de uma imensidade de asteroides, e consequente variedade, esta classificação rapidamente tornou-se obsoleta, hoje em dia, existem ainda asteroides de tipo A, B, D, E, F, G, P, Q, R, T e V.